# Master Fatman
Morten Lindberg (født 24. september 1965 i Munkebo, død 26. marts 2019 på Nørrebro), bedre kendt som Master Fatman, var en dansk kunstner, sanger, DJ, tv-vært, instruktør og kendis.

## Opvækst
Den bakkenbartede multikunstner blev født i Munkebo på Fyn i 1965. Han voksede op i Dalum ved Odense og gik på Rudolf Steiner-skolen. 

## Karriere
I slutfirserne slog han hul igennem til den bredere offentlighed med livebandet Master Fatman and his Freedom Fighters, der blandt andet fortolkede Abba-hits. I 1986 blev han landskendt som Master Fatman. I slutningen af firserne og i begyndelsen 1990'erne, blev han kendt som fortolker af gamle Abba- og disco-klassikere, først i det populære live-band Master Fatman and his Freedom Fighters, og senere på albummet Hail Hail.
I 1992 debuterede Morten Lindberg som filminstruktør med kultfilmen Gayniggers from Outer Space.
Master Fatman deltog i Dansk Melodi Grand Prix i 1995 med sangen "Jordisk kærlighed", der endte i top 5 og i 1996 med sangen "I nat", der kom på en femteplads ud af fem.
I 2006 deltog Morten Lindberg i tredje sæson af Vild med dans, som blev sendt på TV 2, hvor han endte på en samlet 6. plads. og i 2014 deltog Morten Lindberg i Dit hjem i vores hænder
Master Fatman var også vegetar og fortaler for dyrs rettigheder. I 2008 blev Master Fatman udnævnt til Fairtrade-ambassadør også kaldet Fairtrade Fighter.
Han var vært på DR P8 Jazz 3-timers lørdagsprogram Jazzmosfæren. Fra 2015 til sin død var Morten Lindberg vært på Radio24syvs »frankofile morgenprogram«, Croque Monsieur.
Endvidere arbejdede Morten Lindberg som DJ, foredragsholder og  skribent m.m.

## Privat
Morten Lindberg blev i 2010 gift med Herminia Vicente Mabunda. Sammen havde de fire børn. Fra et tidligere forhold havde han en søn.
Han døde pludseligt af en hjerneblødning i hjemmet på Nørrebro den 26. marts 2019, 53 år gammel. Den 13. april 2019 blev han bisat fra Helligåndskirken i København. Kisten blev efterfølgende kørt på cykel igennem byen fulgt af over 1000 personer og et stort jazzorkester. Urnen blev nedsat på Assistens Kirkegård.

## Projekter, udgivelser etc.
- Medforfatter på Master Fatmans Livshistorie af Torben Eschen 1992.
- Sunget i punkbandet Bronson & Psykopaterne
- Vært i tv-programmet Frank of Denmark, DR, 1995
- Stifter af partiet "Det Kosmiske Parti", har stillet op til Kommunalvalg i Københavns Kommune
- Lindberg Hemmer Foundation – duo med Hammondorganisten Dan Hemmer (2 albums: Scandinavian Supermarket Music & Brazilian Architecture)
- Redaktør og udgiver af Magasin Schäfer
- Udnævnt til æresmedlem i foreningen trekkies.dk i 1996
- Protektor ved Karneval i København
- Stifter af en børnehave for udsatte børn i Brasilien[10]
- Kunstforståelsesfilmen My Seven Best Paintings om billedkunstneren John Kørner
- Biografi Master Fatman af David Pepe Birch 2011
- Radio-programmet Croque Monsieur på Radio24syv[11]

## Diskografi
- Hail Hail (1991)
- Featuring-vokal som "Tykmesteren" på skæring #5 "Jeg Vil Ha' Dig" på rap-gruppen Hvid Sjokolades debutalbum Så'n er vi fra (1996)[12][13]

## Filmografi
Instruktør
- Gayniggers From Outer Space (1992)

Skuespiller
- Smagen af Danmark (DR2 Vært)
- Møv og Funder (1991)
- Hvileløse hjerte (1996, kortfilm)
- Vild med dans (2006, sæson 3)
- Hiv stikket ud, (2007, DR, vært)
- 4-stjerners Middag (2011)
- Til middag hos... (2011)